# All She Wants Is
All She Wants Is è un singolo del gruppo musicale britannico Duran Duran, pubblicato nel dicembre 1988 come secondo estratto dall'album Big Thing.

## Video musicale
Il videoclip del brano è stato diretto da Dean Chamberlain e girato a Londra con la tecnica del passo uno.
Il video ha richiesto quasi un mese di riprese, utilizzando esposizioni molto lunghe per creare insoliti effetti di luce animati attorno a una ragazza e il suo appartamento. Dato che la band si trovava nel bel mezzo di un frenetico programma promozionale, e non era in grado di rimanere ferma le settimane necessarie per girare il video, ognuno dei tre membri ha concesso la realizzazione di una maschera in lattice con il proprio volto. In tal modo il regista è stato in grado di completare il video con manichini ed effetti speciali meticolosamente lenti di passo uno. Solo alcune brevi scene all'inizio e alla fine del video mostrano i veri membri del gruppo.

## Successo in classifica
All She Wants Is arrivò al nono posto della classifica britannica, diventando l'ultimo di dodici singoli del gruppo entrati nella Top 10 durante gli anni ottanta. In Italia raggiunse la quarta posizione, mentre negli Stati Uniti si fermò alla ventiduesima della Billboard Hot 100. Nonostante ciò fu il loro secondo singolo consecutivo, dopo I Don't Want Your Love, a conquistare la vetta della speciale classifica Hot Dance Club Play.

## Tracce
1. All She Wants Is (45 Mix) – 4:32
2. I Believe / All I Need to Know (Medley) – 5:02

## Formazione
Duran Duran
- Simon Le Bon – voce
- John Taylor – basso
- Nick Rhodes – tastiera

Altri musicisti
- Warren Cuccurullo – chitarra
- Chester Kamen – chitarra
- Sterling Campbell – batteria

## Classifiche
| Classifica (1989)         | Posizione massima |
| ------------------------- | ----------------- |
| Germania                  | 28                |
| Irlanda                   | 10                |
| Italia                    | 4                 |
| Nuova Zelanda             | 47                |
| Paesi Bassi               | 44                |
| Regno Unito               | 9                 |
| Stati Uniti               | 22                |
| Stati Uniti (alternative) | 24                |
| Stati Uniti (dance club)  | 1                 |